# Hubert Lagardelle
Hubert Lagardelle (Le Burgaud, 8 luglio 1874 – Parigi, 20 settembre 1958) è stato un sindacalista francese.

## Biografia
Fu fortemente influenzato dalle idee di Proudhon e Georges Sorel sul sindacalismo rivoluzionario; fondò la rivista Le Mouvement socialiste. È stato membro del partito politico fascista francese Le Faisceau. Conscio del fallimento della Rivoluzione d'ottobre, gradualmente si spostò a destra, arrivando a ricoprire prima inacarichi diplomatici a Roma tra il 1932 ed il 1940 e poi a diventare Segretario di Stato e successivamente Ministro del lavoro nella Francia di Vichy sotto Pierre Laval dal 1942 al 1943. Al termine della guerra, nel 1946 fu processato e condannato all'ergastolo, ma fu poi graziato.

## Opere di Lagardelle
- Il partito socialista e la confederazione generale del lavoro, Paris: Rivière, 1908